# WWE No Mercy (2017)
WWE No Mercy 2017 war eine Wrestling-Veranstaltung der WWE, die als Pay-per-View und auf dem WWE Network ausgestrahlt wurde. Sie fand am 24. September 2017 im Staples Center in Los Angeles, Kalifornien, Vereinigte Staaten statt. Es ist die 13. Austragung von No Mercy seit 1999 und die zweite nach Wiedereinführung der Veranstaltung im Jahr 2016. Dabei findet sie zum ersten Mal im Staples Center und in Los Angeles sowie zum zweiten Mal nach 2016 in Kalifornien statt.

## Hintergrund
Im Vorfeld der Veranstaltung wurden acht Matches angesetzt. Diese resultierten aus den Storylines, die in den Wochen zuvor bei Raw, einer der wöchentlichen Shows der WWE, gezeigt werden. Hauptkampf der Veranstaltung wurde ein Singles-Match, in dem Brock Lesnar seine WWE Universal Championship gegen Braun Strowman verteidigen musste. Zudem kam es zu einem Duell zwischen Roman Reigns und John Cena.

## Matches
| Matchart                                                 |                                 |      |                                       | Zeit  |
| -------------------------------------------------------- | ------------------------------- | ---- | ------------------------------------- | ----- |
| Singles-Match (Pre-Show-Match)                           | Elias                           | bes. | Apollo Crews                          | 08:34 |
| Singles-Match um die WWE Intercontinental Championship   | The Miz (C)                     | bes. | Jason Jordan                          | 10:13 |
| Singles-Match                                            | Finn Bálor                      | bes. | Bray Wyatt                            | 11:33 |
| Tag-Team-Match um die WWE Raw Tag Team Championship      | Dean Ambrose & Seth Rollins (C) | bes. | Cesaro & Sheamus                      | 15:59 |
| Fatal-Five-Way-Match um die WWE Raw Women’s Championship | Alexa Bliss (C)                 | bes. | Bayley, Emma, Nia Jax und Sasha Banks | 09:54 |
| Singles-Match                                            | Roman Reigns                    | bes. | John Cena                             | 22:11 |
| Singles-Match um die WWE Cruiserweight Championship      | Enzo Amore                      | bes. | Neville (C)                           | 10:35 |
| Singles-Match um die WWE Universal Championship          | Brock Lesnar (C)                | bes. | Braun Strowman                        | 08:52 |